# Poucelina (film, 1964)
Pour plus de détails, voir Fiche technique et Distribution.
Poucelina (en russe : Дюймовочка,  Diouïmovotchka) est un film d'animation soviétique réalisé par Leonid Amalrik, sorti en 1964,.

## Fiche technique
- Titre original : Дюймовочка
- Titre français : Poucelina
- Réalisation : Leonid Amalrik
- Photographie : Mikhaïl Drouïan
- Scénario : Nikolaï Erdman
- Musique : Nikita Bogoslovski
- Pays d'origine : URSS
- Format : Couleurs - 35 mm - Mono
- Genre : conte merveilleux
- Durée : 28 minutes
- Date de sortie : 1964

## Distribution

### Voix originales
- Galina Novojilova : Poucelina
- Elena Ponsova : la mère-crapaud / souris
- Mikhaïl Yanchine : la taupe
- Sergueï Martinson : le hanneton
- Viktor Avdiouchko : le crapaud-fils
- Erast Garine : le crabe
- Igor Vlassov : prince des elfes
- Irina Pototskaïa : poisson rouge
- Tamara Dmitrieva : poisson jaune
- Margarita Tarkhova : la chenille
- Gueorgui Vitsine : la sauterelle